# Nitrofurane
Les nitrofuranes sont des composés possédant un groupe nitro fixé sur un cycle furanique. Ils se présentent sous la forme de poudres cristallines, jaunes.
Ils sont utilisés comme antibiotiques ou antimicrobiens.

## Spectre
La nitrofurantoïne est essentiellement active sur les germes urinaires, parmi lesquels : Escherichia coli, Enterococcus faecalis, Staphylococcus saprophyticus, Staphylococcus epidermidis.

## Pharmacocinétique
Demi-vie courte. L'élimination est rénale dont 40 % sous forme active, ce qui explique son activité sur le tractus urinaire. L'absorption orale est bonne. Les nitrofuranes passent dans le lait maternel.

## Exemples
- Furaltadone, usage vétérinaire

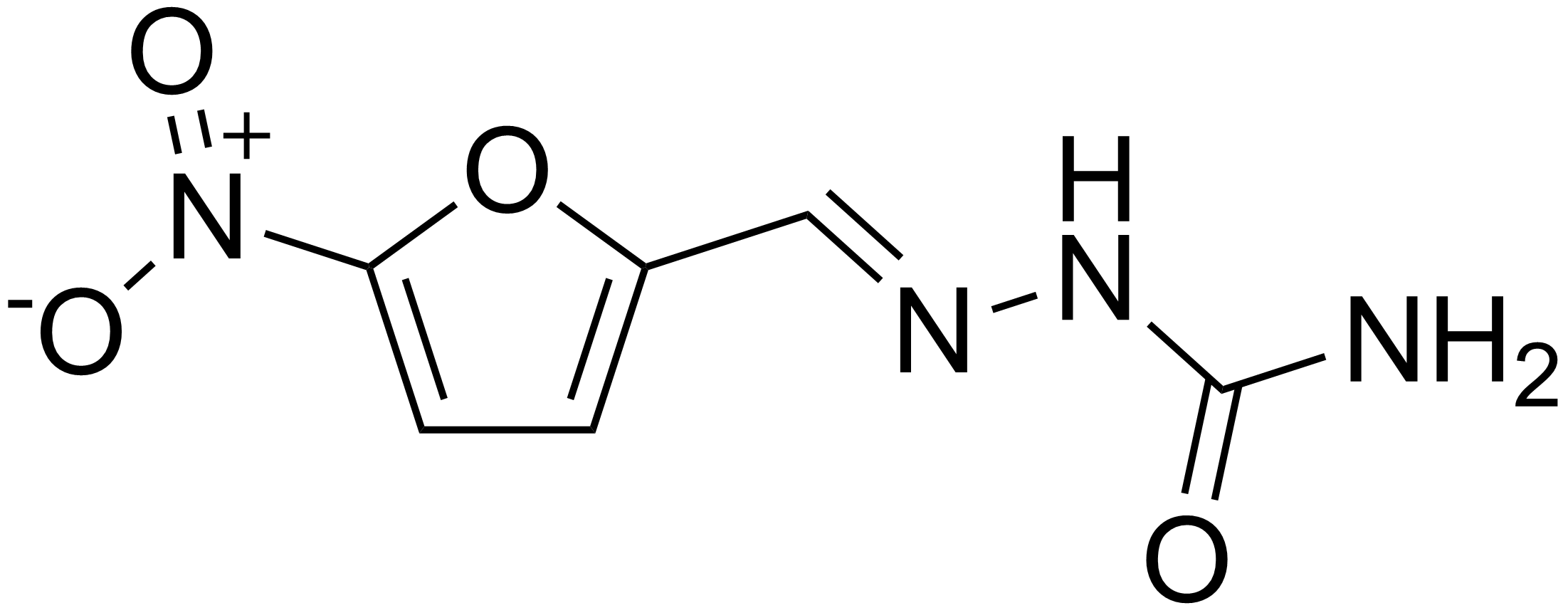
Nitrofural

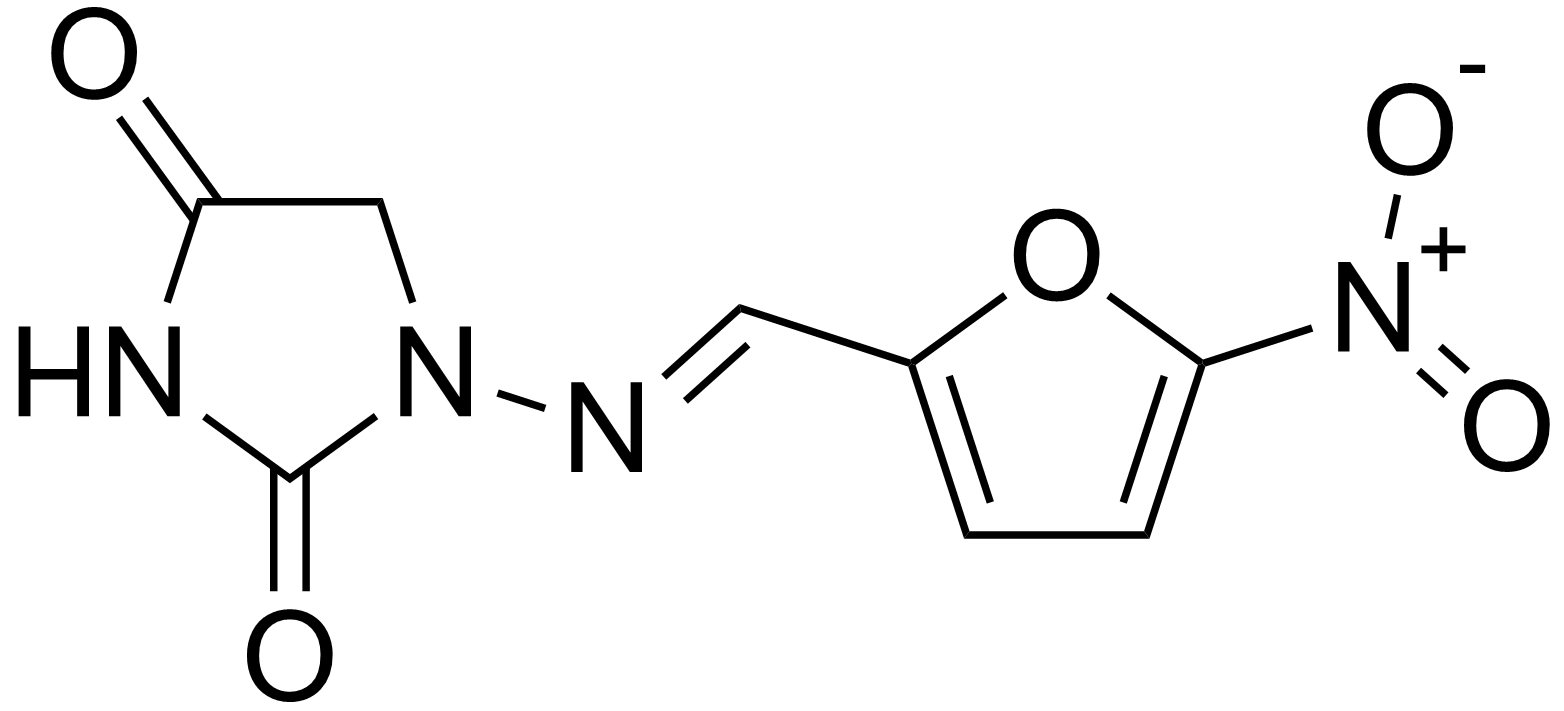
Nitrofurantoïne

- Furazolidone (marques Furoxone, Dependal-M), possède une activité antiprotozoaire et antibactérienne, usage vétérinaire
- Furylfuramide (AF-2, Tofuron), supposé cancérogène
- Nifuratel (Macmiror, ou – en combination avec la nystatine – Macmiror Complex), antiprotozoaire et antimycosique
- Nifuroxazide (Ercéfuryl), antibiotique
- Nifurquinazol (NF-1088), antibactérien, jamais commercialisé
- Nifurtimox, parasiticide
- Nifurtoïnol (Urfadyne), antibactérien
- Nifurzide, anti-infectieux
- Nitrofural (synonymes : nitrofurazone, furaciline) (Furacine), antibactérien
- Nitrofurantoïne (Furadantine[2], Furadoïne, Microdoïne), antibactérien
- Ranbezolide (RBX-7644), antibactérien